# 堺市立宮山台小学校
堺市立宮山台小学校（さかいしりつみややまだいしょうがっこう）は、大阪府堺市南区にある公立小学校。

## 沿革
泉北ニュータウン泉ヶ丘地区の小学校として、1967年9月25日に堺市議会で設置が決定し、同年12月12日に現在地に新設開校した。
1996年7月の学校給食O157集団食中毒事件では、児童16人が入院し100人以上が症状を発症する大きな被害を受けている。

## 通学区域
- 堺市南区 小代（433、510、520～550、557～558及び565～566番地）、宮山台、和田（1～38、118～122、156～218、228～1041及び1043～3458番地）、和田東

卒業生は堺市立宮山台中学校に進学する。

## 著名な出身者

### スポーツ
- 武蔵 - タレント、元空手家、元キックボクサー

## 交通
- 南海泉北線 泉ケ丘駅から北西へ約25分。
- 南海バス宮山台小学校前下車
  - 南海泉北線 泉ケ丘駅（北）から1番乗り場泉北2号線経由津久野駅前行き、宮山台回り、2番乗り場堺東駅前行きで10分
  - JR阪和線 津久野駅前から5番乗り場泉北2号線経由泉ケ丘駅行きで15分
  - 南海高野線 堺東駅前10番乗り場から泉ケ丘駅行きで約30分